# Hans Cornelius
Hans Cornelius (Monaco di Baviera, 27 settembre 1863 – Gräfelfing, 23 agosto 1947) è stato un filosofo e psicologo tedesco.

## Vita
Hans (Johannes Wilhelm) Cornelius fu figlio dello storico vecchio cattolico Carl Adolph Cornelius e di sua moglie Elisabeth, nata Simrock. Studiò matematica, fisica e chimica e ottenne il grado di dottore in chimica nel 1886. Nel 1894 con lo scritto Versuch einer Theorie der Existentialurteile ("Schizzo di una teoria dei giudizi esistenziali") conseguì l'abilitazione in filosofia a Monaco di Baviera, dove divenne professore straordinario nel 1903. Nel 1910 ottenne la cattedra di professore ordinario in filosofia all'"Akademie für Sozialwissenschaften" a Francoforte sul Meno, la quale nel 1914 entrò a far parte dell'università recentemente fondata, dove divenne emerito nel 1928.
Nel 1898 Cornelius e Theodor Lipps, divennero membri onorari del Psychologischer Verein a Monaco, che divenne la culla della Fenomenologia di Monaco.
Anche Stanisław Leśniewski studiò brevemente con lui a Monaco, negli anni 1909-1910, seguendo i suoi corsi di logica ed epistemologia.
A Francoforte, Cornelius fu relatore della dissertazione (1923) e dell'abilitazione (1925) di Max Horkheimer, entrambe su Kant. Fu anche direttore della dissertazione di Theodor W. Adorno, su Edmund Husserl. Cornelius e Horkheimer però espressero critiche riguardo allo scritto di abilitazione di Adorno Der Begriff des Unbewußten in der transzendentalen Seelenlehre, che successivamente ottenne l'abilitazione con il teologo Paul Tillich con uno scritto su Kierkegaard.

## Pensiero
La filosofia di Cornelius, che si basò sull'epistemologia di Ernst Mach e sulla filosofia trascendentale di Immanuel Kant, volle radicalizzare l'apriorismo kantiano ed evincere lo schematismo categoriale, che in Kant deriva dall'unità della coscienza, solamente dall'analisi dell'intuizione immediata. Cornelius tentò di chiarire i concetti humeani di oggetto, causalità e persona, fondamentali per l'unità della coscienza, andando oltre la loro reinterpretazione kantiana. Così arrivò ad una nuova concezione dell'essenza della coscienza, ponendo il concetto di Gestalt come categoria fondamentale della filosofia, tramite il quale idealismo e materialismo erano paradossalmente uniti.
Cornelius, come forte oppositore alla prima guerra mondiale, negli anni 20 propose un piano per una confederazione degli stati europei.

## Opere
- Versuch einer Theorie der Existentialurteile, Monaco 1897
- Grundlagen der Erkenntnistheorie. Transcendentale Systematik, 2. ed., München 1926
- Einleitung in die Philosophie, 2. ed., Lipsia, Berlino 1911
- Kommentar zu Kants Kritik der reinen Vernunft, Erlangen 1926
- Psychologie als Erfahrungswissenschaft, Lipsia, Berlino 1897
- Elementargesetze der bildenden Kunst. Grundlagen einer praktischen Ästhetik, 4. ed., Berlino 1921
- Kunstpädagogik. Leitsätze für die Organisation der künstlerischen Erziehung, Zurigo 1921
- Die Aufgabe der Erziehung, Langensalza 1928
- Völkerbund und Dauerfriede, Monaco 1919
- Vom Wert des Lebens, Hannover 1923